# Grand Prix de Denain 2019
Il Grand Prix de Denain 2019, sessantunesima edizione della corsa, valevole come seconda prova della Coppa di Francia e come evento dell'UCI Europe Tour 2019 categoria 1.HC , si svolse il 24 marzo 2019 su un percorso di 198 km, con partenza e arrivo a Denain, in Francia. La vittoria fu appannaggio dell'olandese Mathieu van der Poel, il quale completò il percorso in 4h21'39", alla media di 45,404 km/h, precedendo il francese Marc Sarreau e il belga Timothy Dupont.
Sul traguardo di Denain 94 ciclisti, su 148 partiti dalla medesima località, portarono a termine la competizione.

## Squadre e corridori partecipanti
| N.      | Cod. | Squadra                     |
| ------- | ---- | --------------------------- |
| 1-7     | WVA  | Wallonie Bruxelles          |
| 11-16   | ALM  | AG2R La Mondiale            |
| 21-26   | GFC  | Groupama-FDJ                |
| 31-35   | TFS  | Trek-Segafredo              |
| 41-47   | ANS  | Androni Giocattoli-Sidermec |
| 51-57   | PCB  | Team Arkéa-Samsic           |
| 61-67   | BBH  | Burgos-BH                   |
| 71-77   | COF  | Cofidis, Solutions Crédits  |
| 81-87   | COC  | Corendon-Circus             |
| 91-97   | DMP  | Delko Marseille Provence    |
| 101-107 | TDE  | Direct Énergie              |

| N.      | Cod. | Squadra                         |
| ------- | ---- | ------------------------------- |
| 111-117 | ICA  | Israel Cycling Academy          |
| 121-127 | RIW  | Riwal Readynez Cycling Team     |
| 131-137 | ROC  | Roompot-Charles                 |
| 141-147 | SVB  | Sport Vlaanderen-Baloise        |
| 151-157 | VCB  | Vital Concept-B&B Hotels        |
| 161-167 | WGG  | Wanty-Gobert Cycling Team       |
| 171-177 | AMO  | Amore & Vita-Prodir             |
| 181-187 | NRL  | Natura4Ever-Roubaix-Lille Métr. |
| 191-197 | AUB  | St Michel-Auber 93              |
| 201-207 | DSU  | Development Team Sunweb         |
| 211-217 | TIS  | Tarteletto-Isorex               |

## Ordine d'arrivo (Top 10)
| Pos. | Corridore        | Squadra     | Tempo    |
| ---- | ---------------- | ----------- | -------- |
| 1    | M. van der Poel  | Corendon    | 4h21'39" |
| 2    | Marc Sarreau     | Groupama    | a 3"     |
| 3    | Timothy Dupont   | Wanty       | s.t.     |
| 4    | Matteo Moschetti | Trek        | s.t.     |
| 5    | Emiel Vermeulen  | Natura4Ever | s.t.     |
| 6    | Justin Jules     | Wallonie    | s.t.     |
| 7    | Pierre Barbier   | Natura4Ever | s.t.     |
| 8    | Bram Welten      | Arkéa       | s.t.     |
| 9    | Samuel Dumoulin  | AG2R        | s.t.     |
| 10   | Romain Cardis    | Direct      | s.t.     |